# TUI Nordic

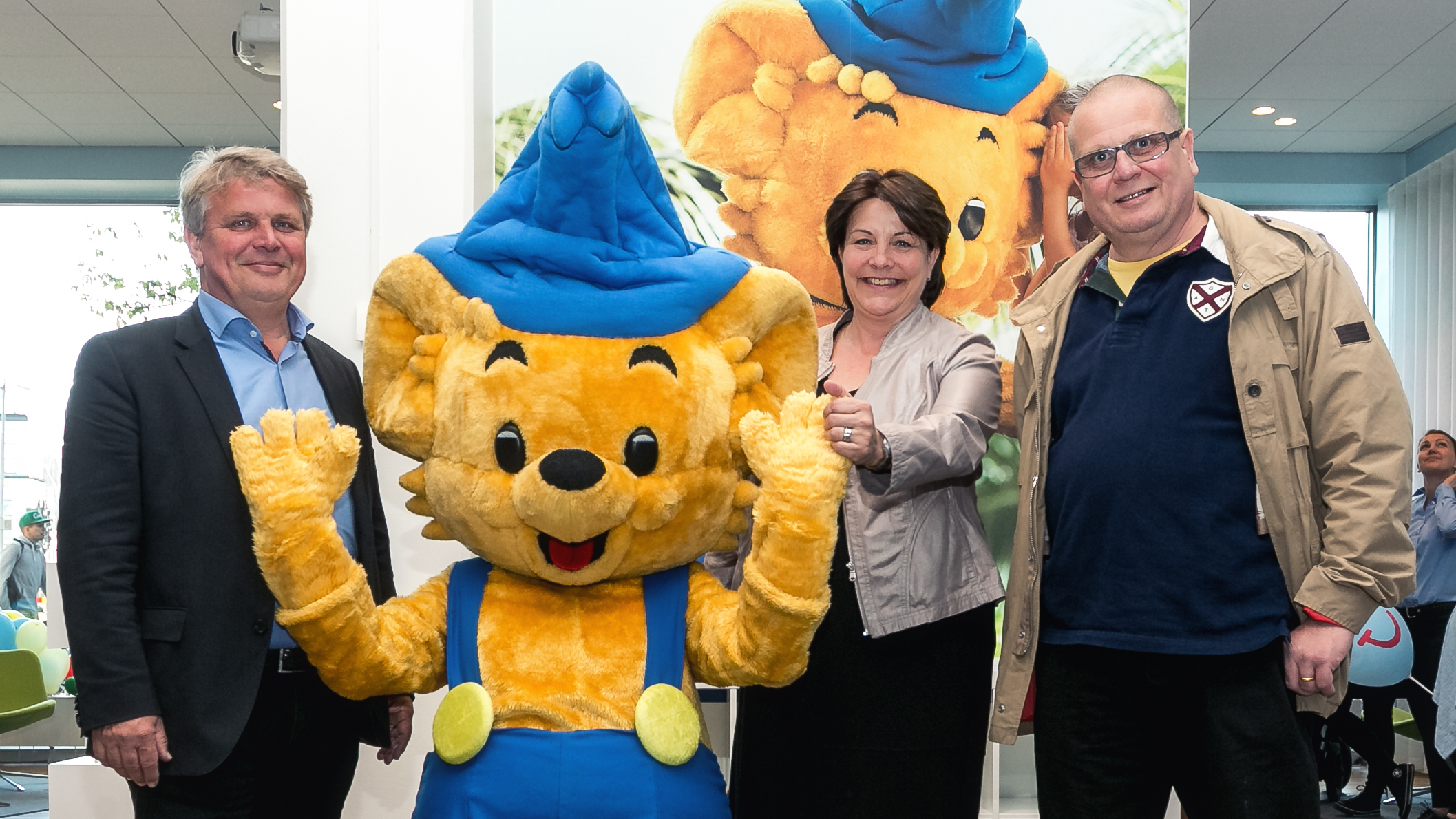
Bamse tillsammans med Eivor Andersson, vd på TUI Nordic/Fritidsresegruppen 2015 samt Ola och Dan Andréasson, Bamseförlaget.

TUI Nordic, tidigare Star Tour är Danmarks största resebolag som främst säljer charterresor. Bolaget ingår i den tyska resekoncernen TUI där även svenska TUI Sverige och TUIfly nordic ingår. Bolaget grundades 1967 under namnet Fritidsrejser.